# Catena Royal Society
La catena Royal Society (in inglese Royal Society Range) è una catena montuosa della terra della regina Victoria in Antartide. Localizzata ad una latitudine di 78° 10 ' S e ad una longitudine di 162° 40' E si estende lungo la riva occidentale del canale McMurdo tra i ghiacciai
Koettlitz, Skelton e Ferrar.
La catena venne probabilmente avvistata per la prima volta da James Clark Ross nel 1841, ma fu esplorata soltanto durante la spedizione Discovery (1901-04) sotto il comando di Robert Falcon Scott che la intitolò alla Royal Society (finanziatrice della spedizione con 1 000 sterline). Tra i principali picchi si ricordano The Pimple, Lister (il più alto, con i suoi 4 069 metri), Hooker, Rücker, Huggins, Kempe e Cocks.